# NGC 7457
NGC 7457 (другие обозначения — PGC 70258, UGC 12306, MCG 5-54-26, ZWG 496.32) — галактика в созвездии Пегас.
Этот объект входит в число перечисленных в оригинальной редакции «Нового общего каталога».